# Fred Barker
Frederick George Barker (Aurora, Missouri, 1901. december 2. – Ocklawaha, Florida, 1935. január 16.) amerikai bűnöző, emberrabló, a Barker–Karpis-banda egyik alapítója. A banda számos rablást, gyilkosságot és emberrablást követett el az 1930-as években. Ma Barker fia volt. A Szövetségi Nyomozóiroda munkatársaival folytatott hosszú tűzharcban halt meg 1935-ben.

## Fordítás
- Ez a szócikk részben vagy egészben  a   Fred Barker című angol Wikipédia-szócikk ezen változatának fordításán alapul.  Az eredeti cikk szerkesztőit annak laptörténete sorolja fel. Ez a jelzés csupán a megfogalmazás eredetét és a szerzői jogokat jelzi, nem szolgál a cikkben szereplő információk forrásmegjelöléseként.